# Kanton Authume
 Authume  is een kanton van het Franse departement Jura. Het kanton maakt deel uit van het arrondissement Dole.    

In 2020 telde het 13.796 inwoners.

Het kanton werd gevormd ingevolge het decreet van 17 februari 2014 met uitwerking op 22 maart 2015 met Authume als hoofdplaats.

## Gemeenten
Het kanton omvatte 46 gemeenten bij zijn oprichting.
Het decreet van 5 maart 2020 heeft de gemeente Le Petit-Mercey als deel van de commune nouvelle Dampierre overgeheveld naar het kanton Mont-sous-Vaudrey.
Sindsdien omvat het kanton volgende gemeenten:
- Amange
- Archelange
- Audelange
- Authume
- Auxange
- Baverans
- Biarne
- Brans
- Brevans
- Champagney
- Châtenois
- Chevigny
- Dammartin-Marpain
- Éclans-Nenon
- Falletans
- Frasne-les-Meulières
- Gendrey
- Gredisans
- Jouhe
- Lavangeot
- Lavans-lès-Dole
- Louvatange
- Malange
- Menotey
- Moissey
- Montmirey-la-Ville
- Montmirey-le-Château
- Mutigney
- Offlanges
- Ougney
- Pagney
- Peintre
- Pointre
- Rainans
- Rochefort-sur-Nenon
- Romain
- Romange
- Rouffange
- Saligney
- Sermange
- Serre-les-Moulières
- Taxenne
- Thervay
- Vitreux
- Vriange